# Philipp Scharwenka

Philipp Scharwenka

Ludwig Philipp Scharwenka (geboren 16. Februar 1847 in Samter bei Posen; gestorben 16. Juli 1917 in Bad Nauheim) war ein deutscher Komponist und Musikpädagoge preußisch-tschechischer Herkunft.
Er ist der Bruder des Komponisten und Musikpädagogen Xaver Scharwenka sowie Vater des Komponisten und Organisten Walter Scharwenka.

## Leben
Wie sein jüngerer Bruder Xaver erhielt Scharwenka die ersten sporadischen musikalischen Unterweisungen in Posen. Nach dem Abschluss des Gymnasiums 1865 studierte er zusammen mit seinem Bruder Musiktheorie bei Richard Wüerst und Heinrich Dorn an der Neuen Akademie der Tonkunst in Berlin, wo er ab 1868 selbst als Dozent für Theorie und Komposition übernommen wurde. In diese Zeit fallen auch seine ersten Kompositionen. Im Jahr 1874 trat er das erste Mal mit einer Ouvertüre und einer Symphonie in einem eigenen Konzert an die Öffentlichkeit.
Mit der Eröffnung des Scharwenka-Konservatoriums in Berlin übertrug ihm sein Bruder Xaver 1881 die Leitung des Theorie- und Kompositionsunterrichts, 1891 dann die der Zweigstelle in New York. Scharwenka kehrte jedoch schon 1892 wieder nach Berlin zurück, um die Direktion des dortigen Konservatoriums zu übernehmen, welches er 1893 mit der Klavierschule von Karl Klindworth zum Klindworth-Scharwenka-Konservatorium zusammenlegte. Dieses sollte in der Folgezeit eine herausragende Stellung in der Musiklandschaft Berlins einnehmen. Als Direktor des Konservatoriums war Scharwenka bis zu seinem Tod im Jahre 1917 tätig; ab 1937 übernahm sein Sohn Walter Scharwenka die Leitung des Konservatoriums.
Seit 1880 war Scharwenka mit der Violinvirtuosin Marianne Stresow (1856–1918) verheiratet.

### Bedeutung
Philipp Scharwenka verstand sich trotz seiner mannigfachen pädagogischen Verpflichtungen in erster Linie als Komponist, als welcher er zu Lebzeiten großes Ansehen genoss. Sein kompositorisches Schaffen umfasst drei Symphonien, Symphonische Dichtungen, ein Violinkonzert, einige Chorwerke, von denen Sakuntala große Anerkennung fand, die vieraktige Oper Roland sowie zahlreiche Instrumentalwerke wie Sonaten, Quartette, Capricen und Tänze.
Im Vergleich zu den extrovertierteren Kompositionen seines Bruders zeichnet sich sein vielseitiges Werk durch einen versonnenen, fast düsteren Tonfall aus. Zu seinen beliebtesten Werken gehören die seit 1896 entstandenen Kammermusikwerke, die traditionelle Formmodelle fortführen und einen beachtlichen melodischen und rhythmischen Einfallsreichtum aufweisen. In ihnen erzielt Scharwenka trotz konservativer Zeitgebundenheit durch souveräne Verwendung kompositorischer Mittel fast impressionistische Klangwirkungen. Sie fanden so berühmte Interpreten wie Willy Burmester, Julius Klengel und Moritz Mayer-Mahr.
Scharwenkas Werke wurden von namhaften Dirigenten wie Arthur Nikisch und Anton Seidl aufgeführt. Einer seiner Bewunderer war Max Reger, der ihm 1898 seine Phantasiestücke op. 26 widmete. Im Rahmen der 37. Tonkünstler-Versammlung 1900 wurde seine vom Allgemeinen Deutschen Musikverein preisgekrönte Dramatische Fantasie für Orchester op. 108 in Bremen aufgeführt.
Als Musikpädagoge genoss Scharwenka hohes Ansehen. Als seine berühmtesten Schüler dürften Oskar Fried und Otto Klemperer gelten.
Scharwenka verfügte zudem über ein beachtliches zeichnerisches Talent, das in drastisch-humorvollen Illustrationen zu Alexander Moszkowskis Satire Anton Notenquetscher Ausdruck fand.

## Kompositionen (Auswahl)

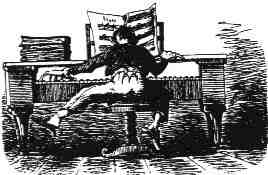
Philipp Scharwenka: Illustration zu Moszkowskis „Anton Notenquetscher“

- Polnischer Nationaltänze für Klavier, op. 3
- Wald- und Berggeister für Orchester, op. 37
- Sonate in g-Moll op. 61
- Frühlingswogen, op. 87 (1891)
- Arkadische Suite, op. 76 (1887)
- Klaviertrio No. 1 in cis-Moll op. 100 (1915)
- Sonate für Viola und Klavier in g-Moll op. 106
- Abendstimmungen, op. 107 (1915)
- Dramatische Phantasie, op. 108 (1900)
- Sonate für Violine und Klavier in b-moll, op. 110 (1896)
- Klaviertrio No. 2 in h-dur, op. 112 (1915)
- Sonate für Violoncello und Klavier, Op. 116 (1909)
- Streichquartett in d-moll op. 117 (1910)
- Klavierquintett op. 118 (1912)
- Trio für Violine, Viola und Klavier in e-Moll op. 121

## Bücher
- Anton Notenquetscher. Ein satirisches Gedicht in vier Gesängen von Alexander Moszkowski. Mit 23 Illustrationen von Philipp Scharwenka. Vermehrte billige Volksausgabe. (Zehntes bis fünfzehntes Tausend.) Berlin SW. Carl Simon, Musikverlag. 1906.

## Diskografie (Auswahl)
- Violinkonzert G-Dur op. 95 / BBC Scottish Symphony Orchestra – Dirigent: Antony Hermus – Solist: Linus Roth (Hyperion, DDD, 2018, Serie: The Romantic Violin Concerto)